# Kuniyoshi Kaneko
Kuniyoshi Kaneko (japonais : 金子國義; 23 juillet 1936 - 16 mars 2015) est un peintre, illustrateur et photographe japonais né dans la préfecture de Saitama. D’abord influencée par la danse,
le théâtre et la mode, son œuvre est parcourue par l’obsession de l’érotisme qu’il décline avec une joie enfantine d’« ange vicieux », selon le titre d'un livre qui lui est consacré.

## Biographie
Ayant pour ancêtres des tenanciers de maison close dans le quartier de plaisirs de Yoshiwara, à Tokyo, imprégné de culture traditionnelle japonaise, dès son enfance, il est fasciné par la danse et le théâtre kabuki, pour lequel il crée des décors comme assistant alors qu’il est étudiant en arts plastiques. Élevé dans un milieu surtout féminin, il commence à dessiner des femmes, notamment des mannequins, des actrices et des danseuses, mais bientôt, ébloui par le cinéma de Federico Fellini et Luchino Visconti, il éprouve le désir de peindre des héroïnes issues de la culture occidentale. C’est l’écrivain Tatsuhiko Shibusawa (1928-1987), rencontré en 1965, grand spécialiste de l’érotisme au Japon et traducteur de Sade, et Georges Bataille, qui découvre son talent, mais c’est Kosaku Ikuta (1924-1994), autre traducteur de Bataille en japonais qui lui demande en 1975 d’illustrer Histoire de l'œil et Madame Edwarda.
Il est surtout connu pour ses peintures et dessins érotiques de femmes et aussi ses illustrations très sulfureuses pour une édition japonaise de Alice au pays des merveilles par Lewis Carroll en 1974. Il a également illustré Histoire d'O de Pauline Réage en 1966, et à plusieurs reprises, dans les années 1970, puis 1990, des textes de Georges Bataille : édition japonaise de Histoire de l'œil, traduite par Kosaku Ikuta et publiée en 1976 (une nouvelle édition, en 1997, est complétée par d'autres dessins), mais c'est surtout Madame Edwarda qui l'a fortement marqué, au point qu'il s'est parfois identifié au personnage éponyme de ce récit. Fascination qui a été renforcée par sa rencontre à Paris avec Pierre Bourgeade en 1997. Son style s'apparente au surréalisme de Balthus, Magritte ou Pierre Molinier. Auteur de mises en scène théâtrales et de performances, Kaneko était aussi photographe et a notamment publié des albums intitulés Vamp (1994), Les Jeux (1997), La Porte dévergondée (1999) ou Drink Me Eat Me, Seven oriental beauties (2004), ouvrage consacré à sept vamps japonaises dévoilées dans des poses assassines et aguicheuses.
En 1991, Kaneko a fourni les illustrations pour le jeu d'aventures click-and-go Alice: An Interactive Museum. En 1992, son travail a été inclus dans l'exposition Adam et Ève, au Musée d'art moderne de Saitama (Saitama Kenritsu Kindai Bijutsukan). Kuniyoshi Kaneko est mort d'une insuffisance cardiaque le 17 mars 2015 à l'âge de 78 ans.
L'artiste musical Momus a écrit une chanson sur son œuvre intitulée « Le Cabinet de Kuniyoshi Kaneko »,.